# الوجر (عمد)

تعديل مصدري - تعديل

الوجر هي إحدى قرى  بمديرية عمد التابعة لمحافظة حضرموت، بلغ تعداد سكانها 318 نسمة حسب تعداد اليمن لعام 2004، وتقع في عطفة آل ماضي في قلب وادي عمد، وهي نقطة ملتقى وادي الشعبة من شرق والوادي القبلي 
وسكان الوجر هم آل مرعي وهم فخذ من قبيلة آل ماضي التي يرجع نسبها ل بلقار بن بحلص  الهلالي